# Bataille de Blackpool Sands
Guerre de Cent Ans
Batailles
La bataille de Blackpool Sands est un affrontement de la guerre de Cent Ans. Cette bataille fait suite à un raid français infructueux sur la ville anglaise de Dartmouth en avril ou mai 1404. En définitive, les assaillants français sont mis en déroute.

## Contexte
En 1399, le roi Richard II d'Angleterre est renversé par son cousin Henri Bolingbroke, qui monte sur le trône sous le nom d'Henri IV. Richard II avait rompu avec la politique agressive de ses prédécesseurs envers la France et avait cherché à mettre un terme à la guerre de Cent Ans en signant en 1389 la trêve de Leulinghem. Désormais roi, Henri IV est beaucoup moins enclin à s'entendre avec la France. La trêve de Leulinghem est rompue en août 1402 lorsque le royaume d'Écosse, allié avec la France, envahit l'Angleterre. De son côté, la France répudie officiellement la trêve en septembre 1403.
Les premières années du XVe siècle sont en outre marquées par une activité militaire très active dans la Manche. La France s'attaque aux ports du sud de l'Angleterre et, parallèlement, envoie des troupes pour soutenir Owain Glyndŵr, prince gallois en rébellion contre l'Angleterre. En août 1403, Guillaume du Chastel conduit un raid contre le port de Plymouth. En représailles, les capitaines anglais John Hawley (en) et Thomas Norton s'emparent en octobre 1403 de navires français de commerce dans la Manche. En novembre 1403, William Wilford ravage les côtes de la Bretagne et capture une quarantaine de vaisseaux. Les attaques françaises ne cessent pourtant pas : en décembre 1403, malgré l'hiver rude, Waléran III de Luxembourg-Ligny attaque l'île de Wight mais est battu. L'année suivante, des raids français ont lieu sur l'île de Portland et le port de Weymouth.

## Forces en présence

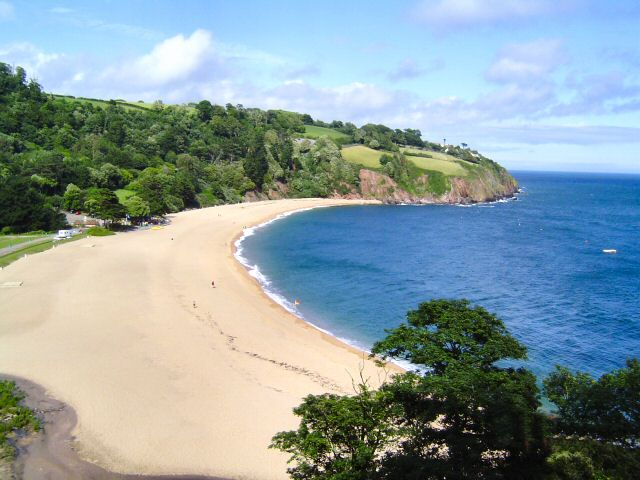
Blackpool Sands

En avril ou mai 1404, Guillaume du Chastel rassemble une flotte de 300 navires à Saint-Malo en Bretagne. Il embarque 2 000 chevaliers et hommes d'armes, ainsi que quelques archers et fantassins. Il est accompagné de deux vice-amiraux, les seigneurs de Chateaubriand et de Jaille. Les troupes françaises manquent pourtant de discipline et, le jour de l'embarquement, attaquent des navires espagnols alliés qui transportent du vin. Bien que l'ordre soit rapidement rétabli, la flotte se disperse. Du Chastel débarque ainsi près de Dartmouth, sa cible, avec des effectifs réduits. En arrivant à Blackpool Sands, une vaste plage à environ 3 miles de Dartmouth, du Chastel jette l'ancre et attend pendant six jours que sa flotte soit réunifiée.
Le délai de six jours qui retarde le débarquement français permet à John Hawley, marchand local et ancien maire de Dartmouth, d'organiser la défense de la ville. Les habitants de Dartmouth sont rejoints par des troupes ainsi que par les femmes. Ils parviennent à rassembler une armée suffisamment importante pour repousser les Français. L'armée anglaise compte selon les sources françaises 6 000 hommes, ce que l'historien Norman Longmate considère comme exagéré. Les Anglais préparent une position fortifiée à Blackpool Sands, consistant en un fossé rempli d'eau traversé par une chaussée étroite, et attendent l'assaut français. John Hawley ne semble pas avoir pris part à la bataille et le commandant des Anglais demeure ainsi inconnu. Norman Longmate suppose que Richard de Beauchamp, 13e comte de Warwick, a donné des conseils de stratégie militaire à Hawley mais n'a pas été présent sur le champ de bataille. Juliet Barker affirme que John Cornwall est responsable de la défaite française, bien qu'elle ne semble pas avoir une connaissance approfondie sur le sujet car elle place la bataille à Blackpool dans le Lancashire.

## La bataille
Au bout de six jours, la flotte française n'est toujours pas entièrement rassemblée. Du Chastel et de Jaille décident alors de débarquer et d'attaquer les Français avec les hommes à leurs dispositions : ils ne comptent alors pas plus de 200 fantassins. Du Chastel souhaite dépasser les flancs des Anglais mais de Jaille insiste pour conduire une attaque frontale, accusant du Chastel d'être effrayé par leurs adversaires. Insulté, du Chastel ordonne une attaque immédiate.
Les Français débarquent sur-le-champ et se mettent en position de combat. Contrairement à leur habitude, ils ne déploient pas leurs archers et laissent les fantassins conduire l'attaque. Ces derniers avancent mais sont annihilés par les archers anglais ainsi que les femmes de Dartmouth qui leur lancent des pierres depuis le fossé défensif. L'assaut principal est dirigé contre la chaussée mais les Français ne peuvent forcer l'arrière des Anglais. Ils décident de traverser le fossé : certains se noient en tentant de le franchir. Ils ne parviennent pourtant pas à rester sur leurs positions et doivent se replier. Finalement, les Français abandonnent l'attaque et essaient de rejoindre leurs navires. Du Chastel, refusant de se retirer, est tué. De nombreux Français sont eux-mêmes tués pendant la déroute et une centaine est capturée. Parmi les captifs figurent trois seigneurs et 22 chevaliers, dont deux frères de Guillaume du Chastel.

## Conséquences
Les nouvelles de la victoire anglaise sont rapidement communiquées à Londres et un message de remerciement est célébré à l'abbaye de Westminster, où Henri IV lui-même est présent. Le 25 mai, le roi demande au maire de Dartmouth d'envoyer cinq des prisonniers français à Nottingham afin qu'ils soient interrogés. En effet, il a découvert au même moment un complot contre sa personne ourdi par la comtesse d'Oxford Maud de Ufford qui implique un débarquement français, et désire savoir si ce complot est connecté avec le raid sur Dartmouth. Un écuyer gallois figure parmi les prisonniers et Henri IV décide par conséquent aussi de le questionner afin de savoir s'il existe un lien avec le soulèvement d'Owain Glyndŵr.
La bataille ne met pas tout de suite fin au raids français. Pour venger son frère, Tanneguy III du Chastel dirige en 1405 un raid plus réussi sur Dartmouth. Les raids sur la côte anglaise et le soutien à Glyndŵr se poursuivent tout au long de l'année 1405 avant de cesser définitivement en 1406.